# Вахнево (Никольский район)
Вахнево — деревня в Никольском районе Вологодской области. Административный центр Вахневского сельского поселения и Вахневского сельсовета.
Расстояние до районного центра Никольска по автодороге — 38 км. Ближайшие населённые пункты — Турино, Юшково, Подгорье, Большое Оксилово.

## Палеонтология
В районе Вахнево обнаружены ископаемые остатки тетрапод, обитавших в раннем триасовом периоде (рыбинский горизонт, нижнеоленёкский подъярус). По фрагменту черепа с нижней челюстью описана парарептилия Tichvinskia jugensis. Также обнаружены окаменелости темноспондильных амфибий Benthosuchus sushkini (один спорный образец также приписывается Rhinesuchus wolgo-dwinensis) и Thoosuchus sp. В этих же слоях найден образец рептилиоморфа Dromotectus spinosum (sic).

## Население
По переписи 2002 года население — 175 человек (92 мужчины, 83 женщины). Всё население — русские.